# Idioctis ferrophila
Idioctis ferrophila – gatunek pająków z infrarzędu ptaszników i rodziny Barychelidae. Występuje endemicznie na Nowej Kaledonii.

## Taksonomia
Gatunek ten opisany został po raz pierwszy w 1992 roku przez Tracey Churchill i Roberta Ravena. Materiał typowy odłowiono w latach 1988–1990 w okolicach Port-Boisé.

## Morfologia
Długość ciała u holotypowej samicy wynosi 17 mm. Karapaks jest w ogólnym zarysie jajowaty, ubarwiony żółtobrązowo z jasnobrązowym nakrapianiem, porośnięty delikatnymi, szarymi włoskami, ciemniejszymi pośrodku i jaśniejszymi na brzegach. Oczy umieszczone są na niskim wzgórku. Jamki karapaksu są bardzo delikatnie odchylone. Szczękoczułki są ciemnorudobrązowe, długo i delikatnie owłosione. Rastellum ma formę 10 krótkich, stożkowatych kolców na krawędzi nad pazurami jadowymi. Szczęki mają od 4 do 6 kuspuli na wewnętrzynych krawędziach. Warga dolna i sternum są żółtobrązowe. Odnóża są żółtobrązowe, porośnięte czarnymi szczecinkami i szarym owłosieniem. Kolejność par odnóży od najdłuższej do najkrótszej to: IV, I, II, III. Samica ma na pazurkach od 3 do 5 ząbków. Trzecia para odnóży samicy ma na rzepkach po około 30 cierni na stronie przednio-bocznej, zaś czwarta para ma na rzepkach po około 11 cierni na powierzchniach przednio-grzbietowych. Opistosoma (odwłok) jest żółtobrązowa. Genitalia samicy mają dwie spermateki, każda złożona z krótkiego płata nasadowego i dużego płata środkowego, ustawionych do siebie prostopadle.

## Ekologia i występowanie
Pająk ten zasiedla strefę pływów, w tym namorzyny. Buduje tam proste norki o pojedynczym wejściu zamykanym wieczkiem. Jako podłoże wybiera żelaziakowe głazy.
Gatunek endemiczny dla południowego skraju Nowej Kaledonii, znany tylko z okolic Port-Boisé.